# Henrietta Awards
Les Henrietta Awards sont des récompenses cinématographiques attribuées chaque année de 1951 à 1980 (sauf en 1976) lors de la cérémonie des Golden Globes par la Hollywood Foreign Press Association, afin d'honorer les acteurs et actrices « préférés » de l'année écoulée.

## Récipiendaires

### Années 1950
1951
- Jane Wyman
- Gregory Peck

1952
- Esther Williams

1953
- Susan Hayward
- John Wayne

1954
- Marilyn Monroe
- Alan Ladd, Robert Taylor

1955
- June Allyson, Pier Angeli, Doris Day, Audrey Hepburn
- Marlon Brando, Alan Ladd, Gregory Peck

1956
- Grace Kelly
- Marlon Brando

1957
- Kim Novak
- James Dean

1958
- Doris Day
- Tony Curtis

1959
- Deborah Kerr
- Rock Hudson

### Années 1960
1960
- Doris Day
- Rock Hudson

1961
- Gina Lollobrigida
- Tony Curtis, Rock Hudson

1962
- Marilyn Monroe
- Charlton Heston

1963
- Doris Day
- Rock Hudson

1964
- Sophia Loren
- Paul Newman

1965
- Sophia Loren
- Marcello Mastroianni

1966
- Ursula Andress, Doris Day, Sophia Loren, Elizabeth Taylor, Natalie Wood
- Sean Connery, Rex Harrison, Rock Hudson, Marcello Mastroianni, Paul Newman

1967
- Julie Andrews
- Steve McQueen

1968
- Julie Andrews
- Laurence Harvey

1969
- Julie Andrews, Sophia Loren, Elizabeth Taylor
- Richard Burton, Sean Connery, Sidney Poitier

### Années 1970
1970
- Julie Andrews, Mia Farrow, Barbra Streisand
- Steve McQueen, Sidney Poitier

1971
- Sophia Loren, Barbra Streisand
- Clint Eastwood, Sidney Poitier

1972
- Ali MacGraw
- Charles Bronson, Sean Connery

1973
- Jane Fonda
- Marlon Brando

1974
- Elizabeth Taylor
- Marlon Brando

1975
- Barbra Streisand
- Robert Redford

1976
Pas de récompense
1977
- Sophia Loren
- Robert Redford

1978
- Barbra Streisand
- Robert Redford

1979
- Jane Fonda
- John Travolta

### Années 1980
1980
- Jane Fonda
- Roger Moore

## Statistiques
Nombre de récompenses par acteur
- 6 : Sophia Loren
- 5 : Doris Day, Rock Hudson
- 4 : Julie Andrews, Barbra Streisand, Marlon Brando
- 3 : Jane Fonda, Elizabeth Taylor, Sean Connery, Sidney Poitier, Robert Redford
- 2 : Marilyn Monroe, Tony Curtis, Alan Ladd, Marcello Mastroianni, Paul Newman, Gregory Peck
- 1 : June Allyson, Ursula Andress, Pier Angeli, Mia Farrow, Audrey Hepburn, Grace Kelly, Deborah Kerr, Gina Lollobrigida, Ali MacGraw, Kim Novak, Esther Williams, Natalie Wood, Jane Wyman, Charles Bronson, Richard Burton, James Dean, Clint Eastwood, Rex Harrison, Laurence Harvey, Charlton Heston, Steve McQueen, Roger Moore, Robert Taylor, John Travolta, John Wayne